# 東伏見アイスアリーナ
東伏見アイスアリーナ（ひがしふしみアイスアリーナ）は、東京都西東京市東伏見にあるアイススケートリンク。西武レクリエーション株式会社が運営している。
命名権売却により、呼称をダイドードリンコアイスアリーナとしている（命名権に関する詳細は後述）。

## 概説
1984年8月10日開業。同所は西武グループが所有するレジャー施設のひとつ。
主にアイスホッケーでは、関東大学リーグや東京都リーグなどの試合で使用している。また、フィギュアスケートの大会にも使用される。これらの大会が行われない日でも年間を通して一般開放されており、毎週日曜日には定例のスケート教室を開催している。このほか、施設内に東京都スケート連盟事務局が所在している。
2008-2009シーズンまでアジアリーグアイスホッケーに加盟していたSEIBUプリンス ラビッツがホームリンクとしていたが、SEIBUが解散したことで、2009-2010シーズンから当アリーナでのアジアリーグの試合は激減し、2日間（4試合）のみの開催となった。
西武新宿線東伏見駅南口からすぐの場所にあり、交通アクセスが良好である。
また、アリーナ正門前にはドラッグストア「くすりのダイイチ」が出店している。

### 命名権
- 1997年にサントリーが命名権を買収し、サントリー東伏見アイスアリーナとなった。施設のネーミングライツは日本初。
- 2006年9月23日のアジアリーグ開幕に合わせ、命名権契約がサントリーからダイドードリンコに変わり、それに伴い施設名もダイドードリンコアイスアリーナとなった。

### クラブ
- 西武ホワイトベアーズジュニアアイスホッケークラブ
- 西武東伏見フィギュアスケートクラブ

## 施設概要
スタンド
- 収容人員: 3,500人
  - 固定席: 1,382席
  - 移動席: 1,100席
  - 立見: 1,018席

リンク
- 30m×60m（面積: 約1,800m2）

設備

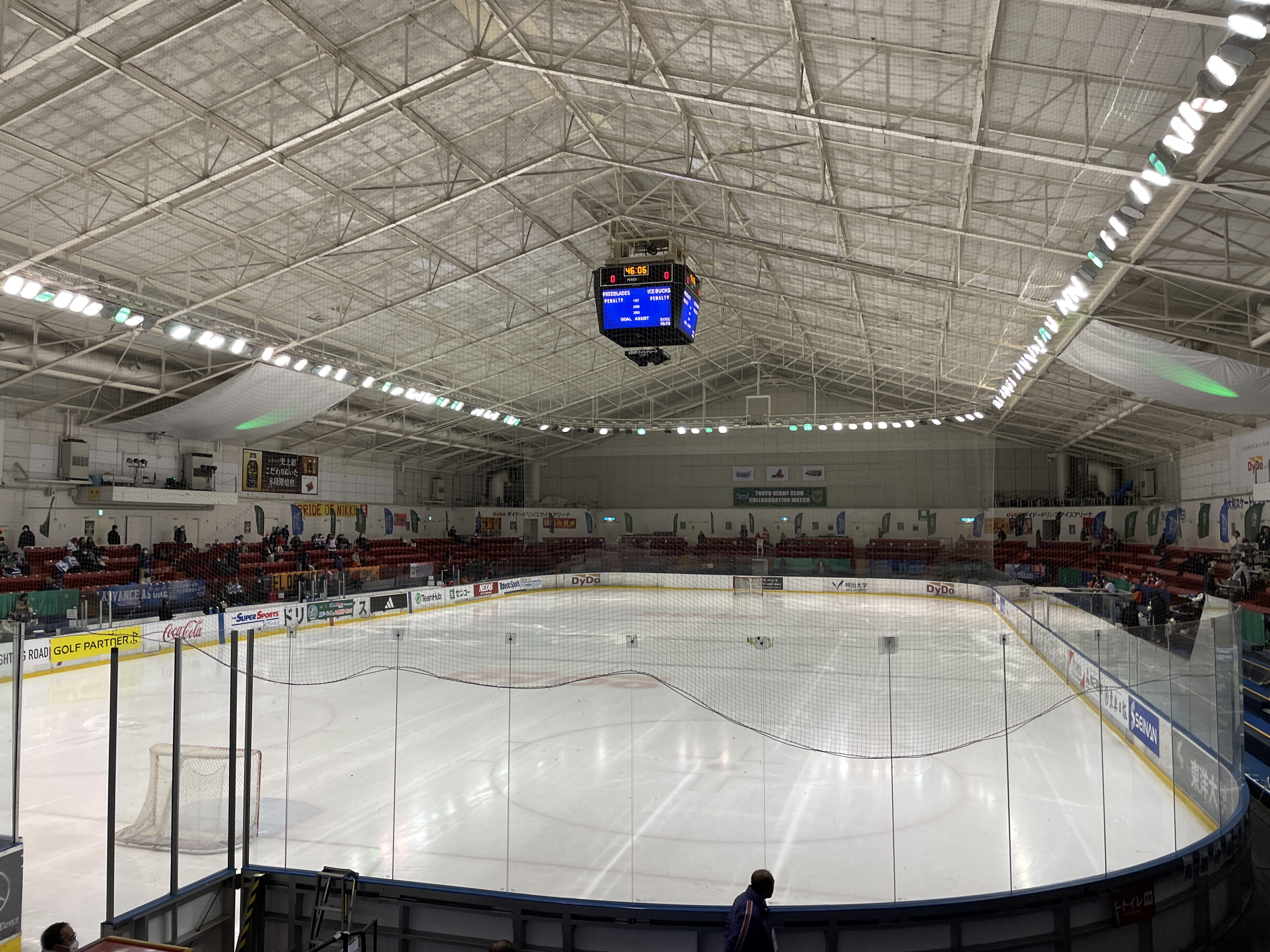
内観

- スナックコーナー（営業日: 各種大会、イベント開催日ほか）

### 交通アクセス
西武新宿線東伏見駅南口を出てすぐ。

## 主に使用される行事

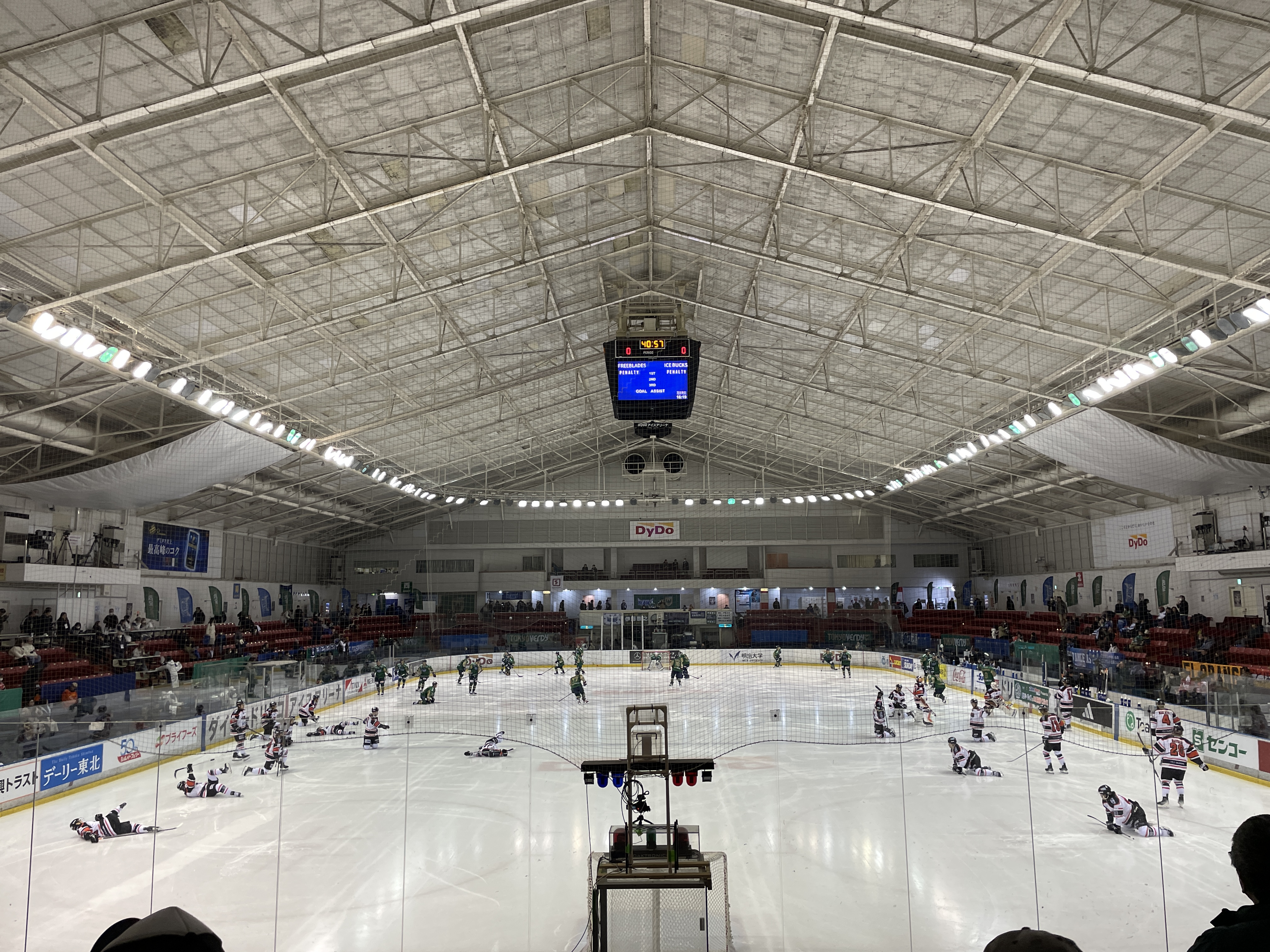
アジアリーグアイスホッケー公式戦
東北フリーブレイズ 対 H.C.栃木日光アイスバックス戦
（2024年2月17日）

- 関東大学アイスホッケーリーグ（秩父宮杯選手権）
- 東京都アイスホッケーリーグ
- 東京都少年アイスホッケー
- 早慶アイスホッケー定期戦
- フィギュアスケート大会、アイスショー
- プリンスアイスワールド
- アジアリーグアイスホッケー （リーグ主催の集結シリーズのみ）
- スケート教室

### 過去
- アジアリーグアイスホッケー SEIBUプリンス ラビッツホームゲーム
- 2006年パシフィックカーリング選手権 (en:2006 Pacific Curling Championships)